# Amychus
Amychus is een geslacht van kevers uit de familie  
kniptorren (Elateridae).
Het geslacht is voor het eerst wetenschappelijk beschreven in 1876 door Pascoe.

## Soorten
Het geslacht omvat de volgende soort:
- Amychus candezei Pascoe, 1877